# Ruski savezni okruzi
Ruski federalni subjekti grupirani su u 8 saveznih okruga:
| ime okruga | ime okruga       | dan uspostave      | površina (km²) | broj stanovnika (prema popisu iz 2010.) | broj saveznih jedinica | upravno središte |
| ---------- | ---------------- | ------------------ | -------------- | --------------------------------------- | ---------------------- | ---------------- |
|            | Središnji        | 18. svibnja 2000.  | 652 800        | 38 438 600                              | 18                     | Moskva           |
|            | Južni            | 18. svibnja 2000.  | 418 500        | 13 856 700                              | 8                      | Rostov na Donu   |
|            | Sjeverozapadni   | 18. svibnja 2000.  | 1 677 900      | 13 583 800                              | 11                     | Sankt Peterburg  |
|            | Dalekoistočni    | 18. svibnja 2000.  | 6 215 900      | 6 291 900                               | 11                     | Vladivostok      |
|            | Sibirski         | 18. svibnja 2000.  | 5 114 800      | 19 254 300                              | 10                     | Novosibirsk      |
|            | Uralski          | 18. svibnja 2000.  | 1 788 900      | 12 082 700                              | 6                      | Jekaterinburg    |
|            | Privolški        | 18. svibnja 2000.  | 1 038 000      | 29 900 400                              | 14                     | Nižnij Novgorod  |
|            | Sjevernokavkaski | 19. siječnja 2010. | 170 700        | 9 496 800                               | 7                      | Pjatigorsk       |